# モンティ・パイソン ノット・ザ・メシア
モンティ・パイソン ノット・ザ・メシア（原題：Monty Python Not The Messiah (He's a Very Naughty Boy) ）は、モンティ・パイソンのメンバーエリック・アイドル演出の、コミック・オラトリオ（全5幕）である。
原作はパイソンズが1979年に制作した映画『ライフ・オブ・ブライアン』で、タイトルはブライアンの母・マンディの台詞に由来する。また、同じオラトリオであるヘンデルの『メサイア』に目配せをしたタイトルとなっている。
2007年6月に初演された後、パイソンズ40周年を記念して2009年にロイヤル・アルバート・ホールでの公演が行われた。この公演は録画され、ディスクとして発売されている。

## 概要
モンティ・パイソンのメンバーエリック・アイドルは、パイソンズの映画第2作『ホーリー・グレイル』を原案にしたミュージカル『スパマロット』でトニー賞を得るなど、大成功を収めた。彼が次に目を付けたのが、映画第3作の『ライフ・オブ・ブライアン』である。
アイドルは新作でも、パイソンズの映画第4作『人生狂騒曲』や『スパマロット』の音楽を担当した作曲家ジョン・デュ・プレと手を組むことを決めた。デュ・プレはアイドルの依頼を受け、3ヶ月でスコアを作曲し、『ライフ・オブ・ブライアン』を原案としたコミック・オラトリオとして本作が完成した。
ソプラノ・メゾソプラノ・テノール・バスと4人のソリストを揃えるのは、オラトリオを演奏する上で標準的なものである。
『ノット・ザ・メシア』は、2007年にトロントで開催されたルミナート・アーツ・フェスティバル (Luminato) で初演された。アイドルは初演に、「もし僕らの[ライフ・オブ・]ブライアンがマタイ[マシュー]によるものだとしたら、この作品はヨハネ[ジョン]によるものだ（まあね、それはジョン・レノンとジョン・デュ・プレのことだけどさ）。つまりこの作品は全然スケッチなんかじゃなくて、むしろレチタティーヴォと歌と、あと時々キャロル・サービス・リーダーってところだね」と寄せている。
使われる音楽のジャンルには大きな幅があり、アイドルはそれを「バロックンロール」(英: "baroque 'n' roll")と称している。この作品は、ポップス、ウェールズの賛美歌、カントリーミュージックやウェスタンミュージック、ドゥーワップ、ヒップホップ、ブロードウェイ・ミュージカル、ギリシャの合唱、そしてボブ・ディランなどをごたまぜにしたものになっている。ヘンデルのオラトリオ『メサイア』にある、「ハレルヤコーラス」のように歌われる箇所もある。元々『ライフ・オブ・ブライアン』のために書き下ろされた曲"Always Look on the Bright Side of Life"は、最後に会場も一体となって歌われ、英国のミュージックホールでの慣習を映し出している。
この作品では、ロンドン公演のメイキングでアイドルが指摘する通り、ブライアン誕生前のストーリーが追加され、マンディの視点が映画版より強調される。映画版にはブライアン誕生前のシーンは無く、東方三博士がナザレのイエス（イエス・キリスト）と勘違いして、生まれたばかりのブライアンを訪問するシーンがあるのみである。またマンディがブライアンを身籠もるきっかけとなった百人隊長とのエピソードは、映画版では彼女の口から語られるだけだが、本作ではこれを歌で語ることにより、彼女の視点をより深めている。一方で、東方三博士のシーンやブライアンが追われるきっかけになったピラト総督の妻誘拐未遂、磔になるブライアンなど、映画版のいくつかのシーンは割愛されている。

## 初演
この作品は、2007年6月1日に、トロントで開かれたルミナート・フェスティバル (Luminato) の一部として世界初演された。会場はロイ・トムソン・ホールで、初演時には一幕もので1時間尺の作品だった。同7月1日には、カラムーア・サマー・ミュージック・フェスティバルの一環としてアメリカ初演が行われた。会場は、ニューヨークのカトナにあるカラムーア・センター・フォー・ミュージック・アンド・ザ・アーツであった。北米公演が好評だったため、作品は90分尺に延長され、改めて2007年12月5日に、オーストラリア・ブリスベンのクイーンズランド・パフォーミング・アーツ・センターで上演された。ジョン・デュ・プレはこれを、『スパマロット』のツアーに合わせた上演と話している。この作品は、オーストラリア・ツアーとして、同年12月中に、シドニー・オペラハウスやオークランド・シビック・シアター、パース・コンサート・ホールでも上演された。2008年7月24日には、アメリカ・北ヴァージニアの、ウルフ・トラップ・ナショナル・パーク・フォー・ザ・パフォーミング・アーツでも上演されている。
初演に際してアイドルは、映画『ライフ・オブ・ブライアン』での自身の役を再演するだけでなく、ナレーターと「バリトニッシュ・ソリスト」（英: a "baritone-ish" soloist、訳：バリトンくらいのソリスト）を務めた。他のソリストは、カナダ人バス - バリトンのセオドア・ベアル、ブライアンの恋人ジュディス役をカナダ人ソプラノのシャノン・マーサー、ブライアン役をアメリカ人テノールのクリストファー・シーバー、ブライアンの母マンディ役をカナダ人メゾソプラノのジーン・スティルウェルが務めた。演奏団は、ピーター・ウンジャン指揮のトロント交響楽団、トロント・メンデルスゾーン・クワイアのメンバー、そして19世紀英国軍の正装をしキルトを着た4人のバグパイパー（48th Highlanders of Canadaのメンバー）だった。ここでトロント交響楽団が初演を務めたのは偶然ではなく、指揮者のウンジャンはアイドル自身の従弟だった。アイドルは、「オーケストラと一緒に何か出来たら楽しいよなって、[ウンジャンと]長い間話していたよ」と述懐している。

## パイソンズ40周年記念・ロンドン公演
2009年10月23日に、モンティ・パイソンの「ルビー・ジュビリー」（"Ruby Jubilee"、40周年）を記念して、ロンドンのロイヤル・アルバート・ホールで公演が行われた。
脚本を担当したエリック・アイドルの呼び掛けに応え、パイソンズのマイケル・ペイリン、テリー・ジョーンズ、テリー・ギリアムがこの公演に参加している。また、「7人目のパイソン」としてテレビシリーズ『空飛ぶモンティ・パイソン』に出演していた、キャロル・クリーヴランド、ニール・イネスもゲスト出演した。一方で、同じくパイソンズだったジョン・クリーズは公演に参加していないほか、『ライフ・オブ・ブライアン』でタイトル・ロールとして主演したグレアム・チャップマンは、既に逝去している。
再演されたのは、90分フルバージョンの作品である。制作はジェフ・フォルクスで、オーブリー・パウエルが監督を務めた。この再演に関して、アイドルはインタビューで「こんな大きなスケールでバカになれるなんて滅多に無いよ」と答えている。 
アイドルとマーサーは自分の役を引き継いだが、他のソリストはブライアン役にテノールのウィリアム・ファーガソン、マンディ役にメゾソプラノのロザリンド・プラウライト、レッジ役にクリストファー・パーヴィスと、全員が交代した。演奏団は、ジョン・デュ・プレ指揮のBBC交響楽団・合唱団が務めた。『神の子』と『Always Look on the Bright Side of Life』中には、ロイヤル・スコッツ・ドラグーン・ガーズのバグパイパーによる演奏がある。
演出・音楽を担当したジョン・デュ・プレは、ロンドン公演に向けて、曲のアレンジを変更したり尺を伸ばしたりしたと、メイキングで語っている。
ペイリンが『木こりの歌』を歌うシーンでは、カナダの騎馬警察として、パイソンズの元制作協力者で音楽プロデューサーだったアンドレ・ジャックマンや、コメディアンのサンジーヴ・バスカーがコーラスに加わっている。衣装デザインは、長年パイソンズの衣装を手掛けたヘイゼル・ペシグが務めた。この公演は、テレビ放送とDVD発売用に録画され、BBC Radio 3では、2010年元旦に放送された。

## DVD化
ロイヤル・アルバート・ホールでの英国プレミアの様子は録画され、DVD・Blu-ray Discとして発売されている。アメリカでは2010年6月8日、イギリスとドイツでは2010年6月14日、オーストラリアでは2010年9月に発売された。
日本ではDVDが2014年11月26日、Blu-ray Discが2015年6月3日にリリースされた。どちらも発売元はソニー・ピクチャーズ エンタテインメントである。
この作品は、日本でのディスク化に先立ち、第3回したまちコメディ映画祭in台東で2010年9月18日に日本公開されている。

## 曲目リストとあらすじ（ロンドン公演版）
曲順やあらすじ・配役は、ディスクとしてリリースされている、2009年のロンドン公演版に拠った。また「♪」は歌唱、無印はナレーションや台詞を示す。

### 序曲
ジョン・フィリップ・スーザ『自由の鐘』（ジョン・デュプレによるオーケストラ・アレンジ）
終了後アイドルが登場し、ソリストを紹介する。
アイドルの紹介でベティ・ペイリン夫人（サッチャー風の髪型で、女装したペイリン）が登場する。

### 第1幕『ブライアンの黙示録』(Apocalypso Now)
ベティ・ペイリン夫人による前口上
性転換をして女性になったことや、カナダで木こりになったこと、アラスカで知事を出産したことなどが語られ、『ブライアンの書』の物語が始まる。
♪「カオスと混乱」 - "Chaos and Confusion"（アイドル、ソリスト4人、合唱団）
街の人々が意見の対立から言い争う様子が描かれる。
♪「化け物がやってくる」 - "There Shall Be Monsters"（アイドル、ソリスト4人、合唱団）
人々は空想の化け物がやってくるという噂に怯える。
♪「神様 なんて大きいの！」 - "O God You Are So Big"（アイドル、ソリスト4人、合唱団）
不信心者（アイドル）が無宗教を勧めるが、恐怖に怯える人々（ソリスト4人）は、神の偉大さと自らの卑小さを説く。
タイトルはパイソンズの映画第4作『人生狂騒曲』中の一節から取られている。

### 第2幕『隣家の少年』(The Boy Next Door)
舞台は紀元前の中東、約束の地ガリラヤのベツレヘム。
♪「マンディの嘆き」 - "Mandy's Lament"（ファーガソン、プラウライト、アイドル、合唱団）
マンディ（プラウライト）がローマの百人隊長（アイドル）に騙され、ブライアンを身ごもるストーリーを、ファーガソンがストーリーテラーとして歌い上げる。
♪「悲しみの歌」 - "Woe Woe Woe!"（マーサー、プラウライト、アイドル、ファーガソン、合唱団）
マンディ（プラウライト）が百人隊長に捨てられ、妊娠までした悲しみが、ポップ調の曲で語られる。マーサーとファーガソンはストーリーテラーとして歌い、マンディの嘆きの最中にアイドルによる茶化しが入る。
曲の締めにアイドルの十八番スケッチとして知られる『ナッジ・ナッジ』(Nudge Nudge) が使われる。
♪「愛する羊」 - "We Love Sheep"（アイドル、ソリスト4人、合唱団）
紀元前0年のベツレヘムで、羊飼いが羊を愛する気持ちを歌い上げる。ストーリーテラーはアイドル。元になったのは、映画でカットされた、イエス降臨を見逃す羊飼いたちの会話シーン（未公開シーンとして『ライフ・オブ・ブライアン』のDVDに収録）。
合唱団やソリストによる羊の声真似の他、羊を連れた羊飼い役としてキャロル・クリーヴランドが登場する。
ブライアンの誕生（音楽と台詞：アイドル、プラウライト、ファーガソン、パーヴィス）
イエス・キリストが生まれた隣家で、ブライアンは産声を上げる。星はイエスの家ではなく、マンディとブライアンの家を指す。
♪「ブライアン霊歌」 - "Spiritual"（アイドル、ソリスト4人、合唱団）
ブライアンの誕生がストーリーテラーのパーヴィスによって高らかに歌われ、合唱もそれに続くが、その内容には全く宗教性が無い。

### 第3幕『ブライアンの誘惑』(The Temptation of Brian)
♪「ブライアンの誘惑」 - "The Temptation of Brian"（マーサー、ファーガソン、アイドル、プラウライト→ファーガソンのソロ、合唱団）
ブライアン（ファーガソン）が男としてしっかり成長したことが、ストーリーテラー（マーサー）によって、性欲の部分を中心に語られる。途中でブライアンは、母マンディに自慰行為を見つけられた上、行きたくもない「石投げ」に誘われる。ブライアンはローマ人から自分たちユダヤ人を自由にしたいという展望を語る。
途中から曲がポップ調のハレルヤに変わり、ソリスト4人とアイドルはタンバリンを片手に歌い出す。
マンディの告白（台詞：プラウライト、ファーガソン）
ブライアンの夢を聞いていたマンディは、ブライアンの父がローマ人であると告げ、彼の夢を挫く。
途中、合唱団による「悲しみの歌」などが挿入されかかるが、マンディの一喝でその都度中断される。
母親の敵を討つため、ブライアンは反体制派グループに入ることを決意する。
♪「ローマ人の贈り物」 - "What Have The Romans Ever Done For Us?"（アイドル、ソリスト4人、合唱団）
反体制派グループ「人民戦線ユダヤ」のリーダー・レッジ（パーヴィス）は、「ローマ人が何をしてくれたと言うんだ！」として、反体制の煽り文を考えようとする。しかし途中他のメンバー（アイドル、ソリスト3人）により、公衆衛生や教育、平和など次々にローマ人の功績が見つかる。
♪「人民戦線ユダヤ」 - "The People's Front of Judea"（アイドル、ソリスト4人、合唱団）
レッジは自分たちが、類似の団体とは違い、「人民戦線ユダヤ」という名前だと歌い上げ、メンバーは（1人を除いて）全員、喜んで命を投げ出すとブライアンに告げる。グループのメンバー・ジュディス（マーサー）は自分も同じ志があると歌い、ブライアンといい仲になる。
♪「夢は女の子」 - "I Want to Be A Girl"（アイドル、マーサー、パーヴィス（台詞）、ファーガソン）
グループのメンバー・スタンは、レッジの出す動議文に、やたらと「女性」を加えるよう求める。苛立ったレッジがスタンを問い詰めると、会場の照明はピンク色になり、彼は女性になりたい願望を歌い出す。一方のジュディスは、ブライアンの恋人になりたいと歌い出し、ブライアンはそれを受け入れる。スタンの「今日からロレッタと呼んでほしい」との言葉で歌は終わる。
「ロレッタと呼んでほしい」のくだり、レッジの「どこで胎児を育てる？」・ジュディスの「出産の権利はあるわ」という会話は、映画版からの引用である。
♪「市場のから騒ぎ」 - "The Market Square"（パーヴィス、アイドルとソリスト3人（台詞））
ローマ帝国軍がグループのアジトに押し入り、ブライアンは市場へと逃げ込む。そこには沢山の説教師がいた。ブライアンは適当に説教をするが、ひょんなことから「救世主」（メシア）と勘違いされる。ストーリーテラーはパーヴィス。
♪「神の子」 - "You're The One"（プラウライト、マーサー、合唱団）
ブライアンは民衆から救世主として崇拝され、彼を讃える歌が歌われる。ブライアンはあまりの騒ぎに、助けを求める。
会場では、観客と合唱団・ファーガソン以外のソリストたちに配られたペンライトが振られる。曲の途中で突然、バグパイプ集団が両脇から現れる。

### 第4幕『バロック & ロール』(Baroque And Roll)
ベティ・ペイリン夫人のナレーション
第4幕序曲の後、ペイリン夫人が「ここまでのお話」として『ライフ・オブ・ブライアン』のストーリーを簡単に振り返る。ブライアンが市場での騒ぎからほうほうの体で逃げ出し、ジュディスと家に帰るが、靴を片方落としてしまったことまでが語られる。
♪「靴よ 万歳！」 - "Hail to The Shoe"（ソリスト4人、アイドル、合唱団）
ブライアンの落とした穴の開いた靴（サンダル）を、民衆は神の印と崇め奉る。一人の男（アイドル）が「靴なんか信じない」と吐き捨てるが、「異教徒」のレッテルを貼られ、民衆は彼を殺そうとする。
♪「愛のオペラ」 - "Amourdeus"（ファーガソン、マーサー）
ブライアンとジュディスによる睦みごとが、2人の歌だけで表現される。
タイトルはモーツァルトの名前「アマデウス」に目配せされている。
♪「メシアの目覚め」 - "The Chosen One Has Woken"（プラウライト、ファーガソン、マーサー、アイドル、合唱団）
翌朝、ブライアンがジュディスを家に連れ込んだことがマンディにばれる。慌てたブライアンが家の窓を開けると、外では民衆がおり、「救世主」の目覚めを歓迎する。民衆の一人（アイドル）がマンディに、処女かどうか尋ねる。
♪「育ててはみたけれど」 - "When They Grow Up"（プラウライト、ファーガソン、マーサー）
ブライアンが大人になったことを悟ったマンディが、見捨てないでほしいと今までの苦労を嘆く。ブライアンは誰しも大人になり、愛する人を見つけ親離れするものだと答える。
♪「ふるさとへ」 - "Take Us Home"（ジョーンズ、合唱団）
ウェールズの炭鉱作業員としてテリー・ジョーンズが登場する。ジョーンズと合唱団は黄色いヘルメットをかぶり、しがない労働者の自分たちが、暗闇の中で光を求めていると訴える。途中で紙吹雪が舞い始め、合唱団の1人が羊をデザインした傘を差す。
♪「メシアにあらず」 - "Not The Messiah"（ファーガソン、ギリアム、合唱団）
マンディに1分だけ説教をすることを許され、ブライアンは自分は救世主ではなく、1人1人自分で考えて生きることが重要だと説く。しかし集まった民衆は、言葉とは裏腹に自分で物事を考えようとせず、ブライアンの言葉を全く聞き入れない。
この曲の内容は、映画版のメッセージとして強調されていた部分である。
途中でテリー・ギリアムが現れ、「主体性の無い男」として1台詞だけ読み、立ち去る。
♪「個性的な人々」 - "Individuals"（アイドル、合唱団）
サングラスをかけたアイドルが、ハーモニカとギターを持って再登場する。民衆を説得すると言って、ブライアンの意見をまとめたボブ・ディラン風の曲を歌い出すが、その歌詞はほとんど聞き取れない。アイドルの退場後、合唱団は全員でハーモニカを吹き鳴らす。

### 第5幕『不幸のアンサンブル』(Miserere Loves Company)
♪「夢をつかんで」 - "Find Your Dream"（ファーガソン、マーサー、合唱団）
ブライアンの夢にジュディスが現れ、自由のためにブライアンは殺されるだろうが思想は生き続けると話す。人生は短いとブライアンが歌うと、死ぬ前に絶望せず夢を見つけるようジュディスが諭す。
メキシコ風の曲で、オーケストラのトランペット隊がソンブレロをかぶってスタンドプレイを始める。また、舞台袖から、ソンブレロとポンチョ、付けひげを着けたジョーンズ、ギリアム、ニール・イネスが、マラカスを振りながら登場する。更に、ソンブレロと付けひげ、フラメンコ衣装を着けたクリーヴランドもそれに加わる。
♪「逮捕！」 - "Arrested!"（パーヴィス、合唱団）
ブライアンは遂にローマ軍に見つかり、ビッガス・ディカスによって捕らえられる。彼はピラト総督（ペイリン）の前に差し出されるが、総督は何故か「R」と「S」の発音ができず、民衆に笑われる。ピラトは苛立ちつつも、ブライアンを牢屋に連れて行くよう命じる。
♪「しっかり働け」 - "A Fair Day's Work"（アイドル、合唱団）
ブライアンの入った牢屋には、磔を望む変わり者の囚人ベンがいた。5年間逆さ吊りされていたベンは、磔をローマ人最大の功績と褒め称える。給料のためにしっかり働くよう説くベンだが、何故か曲の内容が『木こりの歌』をなぞり出す。合唱団が「今時ゲイなんか気にしない」と答えて曲が終わる。
♪「ラストソング」 - "The Final Song"（ファーガソン、マーサー、プラウライト、合唱団）
磔が決まったブライアンは、愛するジュディスへの思いを歌い、彼女もそれに応える。マンディも、ブライアンとの別れを悼み歌を贈る。
♪「人生の明るい面を見よう」 - "Always Look on the Bright Side of Life"（アイドル、ソリスト4人、合唱団）
磔されることで憂鬱になっているブライアンに、囚人の一人が「元気を出せ」と、口笛混じりに歌い出す。
会場ではペンライトが振られるほか、劇中登場したバグパイプ部隊が再登場する。

### 『木こりの歌』
『木こりの歌』 - "The Lumberjack Song"（ペイリンほか、合唱団）
「R」と「S」が言えないピラト総督が再登場し、突然「僕は総督なんかになりたくなかった...。僕は木こりになりたかったんだ！」と言い出して衣装を脱ぎ捨て、赤いチェックシャツ姿で『木こりの歌』を歌い始める。木こりの恋人はクリーヴランドで、カナダの騎馬警察としてジョーンズ、ギリアム、イネス、サンジーヴ・バスカーなど6人が登場する。テレビ版よりも、紹介される木の種類が若干多い。

### 映画版からカットされたシーン
- 東方三博士が、ナザレのイエスと勘違いして、生まれたばかりのブライアンを拝みに来るシーン
- ナザレのイエスによる「山上の垂訓」
- 神の名を口にした罪人への「石投げ」
- イエス・キリストに病気を治され、商売上がったりな元病人
- ブライアンによる「ローマ人は帰れ」との宮殿への落書きと、彼を逮捕せずにそれを添削する百人隊長
- 「人民戦線ユダヤ」などによる、ピラト総督の妻の誘拐未遂事件
- ブライアンが宇宙人の宇宙船に拾われるシーン
- 山奥で18年間沈黙を守っていた男 - 但し「靴を信じない男」との設定は残されている。
- 決議文を書いていてブライアンを助けに行かない「人民戦線ユダヤ」
- 過ぎ越しの祭りに合わせ囚人を解放しようとするピラト総督と、彼をからかう民衆 - ピラトの発音が笑われるシーンは残されている。
- 十字架を運び、磔になる囚人たち
- ブライアンを救ってくれない「人民戦線ユダヤ」、ジュディス、マンディ

## キャスト

### 2009年版（ロンドン）
歌唱キャストのストーリーテラーとしての配役は割愛した。また、ソリスト4人の太字になった配役は、公式クレジットされたもの。この作品では、原案『ライフ・オブ・ブライアン』などのパイソン作品と同様に、1人が劇中で数役をこなしている。
| キャスト                                        | 声域                      | 役名                                                          | 映画版での配役                                   |
| ----------------------------------------------- | ------------------------- | ------------------------------------------------------------- | ------------------------------------------------ |
| エリック・アイドル Eric Idle                    | バリトンくらい Baritonish | ナレーター・進行役                                            | –                                                |
| エリック・アイドル Eric Idle                    | バリトンくらい Baritonish | 無宗教を勧める不信心者                                        | –                                                |
| エリック・アイドル Eric Idle                    | バリトンくらい Baritonish | ローマの百人隊長 （ブライアンの本当の父親）                   | –                                                |
| エリック・アイドル Eric Idle                    | バリトンくらい Baritonish | 紀元前の羊飼いの1人                                           | アイドル、ジョーンズ、ペイリン                   |
| エリック・アイドル Eric Idle                    | バリトンくらい Baritonish | 命が惜しい「人民戦線ユダヤ」のメンバー                        | 不明                                             |
| エリック・アイドル Eric Idle                    | バリトンくらい Baritonish | スタン→ロレッタ （「人民戦線ユダヤ」のメンバー）              | エリック・アイドル                               |
| エリック・アイドル Eric Idle                    | バリトンくらい Baritonish | 市場の説教師の1人                                             | ギリアム、ペイリンほか                           |
| エリック・アイドル Eric Idle                    | バリトンくらい Baritonish | 「人民戦線ユダヤ」に踏み込む ローマ帝国軍の百人隊長           | ジョン・クリーズ                                 |
| エリック・アイドル Eric Idle                    | バリトンくらい Baritonish | 説教するブライアンを救世主と勘違いする通行人                  | クリーズ、ジョーンズ、ペイリン、ギリアムほか     |
| エリック・アイドル Eric Idle                    | バリトンくらい Baritonish | ブライアンの靴を信じず「異教徒」にされる男                    | テリー・ジョーンズ                               |
| エリック・アイドル Eric Idle                    | バリトンくらい Baritonish | マンディに処女か尋ねる男                                      | エリック・アイドル                               |
| エリック・アイドル Eric Idle                    | バリトンくらい Baritonish | ボブ・ディラン風の歌を歌う男                                  | –                                                |
| エリック・アイドル Eric Idle                    | バリトンくらい Baritonish | 磔を望む囚人のベン                                            | マイケル・ペイリン                               |
| エリック・アイドル Eric Idle                    | バリトンくらい Baritonish | 看守をおちょくり、歌を歌い出す囚人                            | エリック・アイドル                               |
| シャノン・マーサー Shannon Mercer               | ソプラノ Soprano          | 紀元前の羊飼いの1人                                           | アイドル、ジョーンズ、ペイリン                   |
| シャノン・マーサー Shannon Mercer               | ソプラノ Soprano          | ジュディス（ブライアンの恋人、 「人民戦線ユダヤ」のメンバー） | スー・ジョーンズ＝デイヴィース                   |
| シャノン・マーサー Shannon Mercer               | ソプラノ Soprano          | 説教するブライアンを救世主と勘違いする通行人                  | クリーズ、ジョーンズ、ペイリン、ギリアムほか     |
| シャノン・マーサー Shannon Mercer               | ソプラノ Soprano          | ブライアンの靴を崇める人                                      | クリーヴランド、ペイリン、クリーズ、アイドルほか |
| シャノン・マーサー Shannon Mercer               | ソプラノ Soprano          | 磔になる囚人の1人                                             | 不明                                             |
| ロザリンド・プラウライト Rosalind Plowright OBE | メゾ Mezzo.               | 紀元前の羊飼いの1人                                           | アイドル、ジョーンズ、ペイリン                   |
| ロザリンド・プラウライト Rosalind Plowright OBE | メゾ Mezzo.               | マンディ・コーエン夫人 （ブライアンの母）                     | テリー・ジョーンズ                               |
| ロザリンド・プラウライト Rosalind Plowright OBE | メゾ Mezzo.               | 市場の説教師の1人                                             | ギリアム、ペイリンほか                           |
| ロザリンド・プラウライト Rosalind Plowright OBE | メゾ Mezzo.               | 説教するブライアンを救世主と勘違いする通行人                  | クリーズ、ジョーンズ、ペイリン、ギリアムほか     |
| ロザリンド・プラウライト Rosalind Plowright OBE | メゾ Mezzo.               | ブライアンの靴を崇める人                                      | クリーヴランド、ペイリン、クリーズ、アイドルほか |
| ウィリアム・ファーガソン William Ferguson       | テノール Tenor            | 紀元前の羊飼いの1人                                           | アイドル、ジョーンズ、ペイリン                   |
| ウィリアム・ファーガソン William Ferguson       | テノール Tenor            | 市場の説教師の1人                                             | ギリアム、ペイリンほか                           |
| ウィリアム・ファーガソン William Ferguson       | テノール Tenor            | ブライアン・コーエン（主役）                                  | グレアム・チャップマン                           |
| クリストファー・パーヴィス Christopher Purves   | バス Bass                 | 紀元前の羊飼いの1人                                           | アイドル、ジョーンズ、ペイリン                   |
| クリストファー・パーヴィス Christopher Purves   | バス Bass                 | レッジ （「人民戦線ユダヤ」のリーダー）                       | ジョン・クリーズ                                 |
| クリストファー・パーヴィス Christopher Purves   | バス Bass                 | 説教するブライアンを救世主と勘違いする通行人                  | クリーズ、ジョーンズ、ペイリン、ギリアムほか     |
| クリストファー・パーヴィス Christopher Purves   | バス Bass                 | ブライアンの靴を崇める人                                      | クリーズ、クリーヴランド、ペイリン、アイドルほか |
| クリストファー・パーヴィス Christopher Purves   | バス Bass                 | ビッガス・ディカス (Biggus Dickus)                            | グレアム・チャップマン                           |
| クリストファー・パーヴィス Christopher Purves   | バス Bass                 | ブライアンをピラトに差し出した百人隊長                        | ジョン・クリーズ                                 |
| クリストファー・パーヴィス Christopher Purves   | バス Bass                 | 磔になる囚人の1人                                             | 不明                                             |
| マイケル・ペイリン Michael Palin                | 特別出演                  | ベティ・ペイリン夫人（進行役）                                | –                                                |
| マイケル・ペイリン Michael Palin                | 特別出演                  | 「R」と「S」が発音できないピラト総督                          | マイケル・ペイリン                               |
| マイケル・ペイリン Michael Palin                | 特別出演                  | 磔になる囚人を捌く看守                                        | マイケル・ペイリン                               |
| マイケル・ペイリン Michael Palin                | 特別出演                  | 『木こりの歌』木こりのベヴィス                                | マイケル・ペイリン                               |
| テリー・ジョーンズ Terry Jones                  | 特別出演                  | ウェールズの炭鉱作業員                                        | –                                                |
| テリー・ジョーンズ Terry Jones                  | 特別出演                  | メキシコ人の男                                                | –                                                |
| テリー・ジョーンズ Terry Jones                  | 特別出演                  | 『木こりの歌』カナダの騎馬警察                                | –                                                |
| テリー・ギリアム Terry Gilliam                  | 特別出演                  | 「自分は例外だ」とする主体性の無い男                          | 不明                                             |
| テリー・ギリアム Terry Gilliam                  | 特別出演                  | メキシコ人の男                                                | –                                                |
| テリー・ギリアム Terry Gilliam                  | 特別出演                  | 『木こりの歌』カナダの騎馬警察                                | –                                                |
| キャロル・クリーヴランド Carol Cleveland        | 特別ゲスト出演            | 紀元前の羊飼いの1人                                           | アイドル、ジョーンズ、ペイリン                   |
| キャロル・クリーヴランド Carol Cleveland        | 特別ゲスト出演            | メキシコ人のフラメンコダンサー                                | –                                                |
| キャロル・クリーヴランド Carol Cleveland        | 特別ゲスト出演            | 『木こりの歌』木こりの恋人                                    | （オリジナル）コニー・ブース                     |
| ニール・イネス Neil Innes                       | 特別ゲスト出演            | メキシコ人の男                                                | –                                                |
| ニール・イネス Neil Innes                       | 特別ゲスト出演            | 『木こりの歌』カナダの騎馬警察                                | –                                                |
| サンジーヴ・バスカー Sanjeev Bhaskar            | 特別ゲスト出演            | 『木こりの歌』カナダの騎馬警察                                | –                                                |
| アンドレ・ジャックマン André Jacquemin          | –                         | 『木こりの歌』カナダの騎馬警察                                | –                                                |
| ジョン・アルトマン John Altman                  | –                         | 『木こりの歌』カナダの騎馬警察                                | –                                                |

この公演には、モンティ・パイソンのメンバーであるジョン・クリーズは参加していない。また、『ライフ・オブ・ブライアン』でタイトル・ロールとして主演したグレアム・チャップマンは、既に逝去している。

## スタッフ

### 2009年版（ロンドン）
- 監督：オーブリー・パウエル
- 編集：サイモン・スリープ
- 撮影監督：ユージーン・オコナー
- 照明監督：バーニー・デイヴィス
- 音楽監督：ジョン・デュ・プレ
- 音響デザイン：フィル・ライト
- 衣装デザイン：ヘイゼル・ペシグ[注 23]
- 脚本・演出：エリック・アイドル、ジョン・デュ・プレ
- 原案：モンティ・パイソン『ライフ・オブ・ブライアン』
- 演奏：BBC交響楽団 & 合唱団
- BBC交響楽団リーダー[注 24]：アンドリュー・ハヴェロン
- BBC合唱団・合唱ディレクター：スティーヴン・ジャクソン
- バグパイプ演奏：ロイヤル・スコッツ・ドラグーン・ガーズ（英語版）[注 25]
- 指揮：ジョン・デュ・プレ
- 製作：ジョン・ゴールドストーン
- 製作会社：ピクチャ・プロダクション・カンパニー、パイソン（モンティ）ピクチャーズ・リミテッド
- スペシャル・サンクス：ピーター・ウンジャン（2007年の初演指揮、アイドルの従弟）

使用曲
- 『自由の鐘』

作曲：ジョン・フィリップ・スーザ、アレンジ：ジョン・デュ・プレ
- 『Always Look on the Bright Side of Life』

作詞作曲：エリック・アイドル
- 『木こりの歌』

作詞：マイケル・ペイリン、テリー・ジョーンズ
作曲：マイケル・ペイリン、テリー・ジョーンズ、フレッド・トムリンソン

## エピソード
- ロンドン公演でマンディを演じたプラウライトは、演じる際にユダヤ人訛りとコクニー言葉を混ぜ込んだとメイキングで語っている。この訛りについて、映画『ライフ・オブ・ブライアン』でマンディを演じた、テリー・ジョーンズがアドバイスしたことも語られている。
- ラストで歌われる『Always Look on the Bright Side of Life』について、アイドルは、この曲が葬式で流れる曲として人気だったと語っている。実際に、パイソンズの一員グレアム・チャップマンの葬儀では、餞としてこの曲が歌われている (Graham Chapman#Memorial service) 。